# وليام موركروفت
وليام موركروفت (بالإنجليزية: William Moorcroft)‏ (و. 1767 – 1825 م) هو مستكشف من المملكة المتحدة .
توفي عن عمر يناهز 58 عاماً.

## روابط خارجية
- وليام موركروفت على موقع الموسوعة البريطانية (الإنجليزية)